# Mauro Airez
Mauro Gabriel Airez (26 ottobre 1968) è un ex calciatore argentino, di ruolo attaccante.

## Carriera

### Club
Durante la sua carriera ha giocato con varie squadre di club, tra cui anche il Benfica, con cui conta 27 presenze.

### Nazionale
Conta 4 presenze ed una rete con la Nazionale argentina.